# Baosteel
La Shanghai Baosteel Group Corporation (in breve Baosteel) è il maggiore gruppo siderurgico cinese ed uno dei maggiori produttori mondiali di acciaio, con una produzione di 115 milioni di tonnellate (2020). Di proprietà statale, nacque nel 1978 a Shanghai, per la precisione nel porto di Baoshan, dove, con la collaborazione giapponese, fu progettato un polo siderurgico che doveva utilizzare le migliori tecnologie disponibili per l'epoca. L'impianto di Baoshan entrò in funzione nel 1985, specializzandosi nella produzione di laminati piani e tubi. La Baoshan Iron & Steel divenne il principale fornitore dell'industria automobilistica cinese. Nel 1998 si fuse con altri produttori minori dell'area di Shanghai, assumendo la denominazione attuale; nel frattempo Baosteel non produceva più solo per il mercato interno, ma anche per l'esportazione. Xie Qihua, presidente e da anni al vertice di Baosteel, è stata considerata una delle donne più potenti del mondo.

## Attività in Italia
In Italia Baosteel negli anni '80 acquisì i macchinari della dismessa Italsider di Bagnoli, per poi smontarli pezzo per pezzo, trasportarli in Cina e riassemblarli. Nel 2001 siglò un accordo con FIAT, diventando uno dei suoi maggiori fornitori di acciaio.
Baosteel ha costituito una filiale commerciale in Italia, con sede a Genova, in società con imprenditori locali.
In Italia ha sede Baosteel Tailored Blank, suddivisa in due unità produttive.
La principale con sede in San Gillio (To) e l'altra in Tito Scalo (Pz).
L'azienda è specializzata nel tranciato e nell'assemblaggio tramite saldatura Laser dei tailored blank (lett. "grezzi su misura", ovvero parti semilavorate di lamiere).